# Сашанська сільська рада
| Сашанська сільська рада — колишній орган місцевого самоврядування у Теплицькому районі Вінницької області з адміністративним центром у с. Саша. Сільській раді підпорядковані населені пункти: - с. Саша |

## Склад ради
Рада складається з 12 депутатів та голови.

## Керівний склад сільської ради
| ПІБ                             | Основні відомості                                                                             | Дата обрання | Дата звільнення |
| ------------------------------- | --------------------------------------------------------------------------------------------- | ------------ | --------------- |
| Знатний Олександр Володимирович | Сільський голова, 1965 року народження, освіта, член Всеукраїнського об'єднання «Батьківщина» | 26.03.2006   | 31.10.2010      |
| Лянний Володимир Григорович     | Сільський голова, 1965 року народження, освіта вища, безпартійний                             | 31.10.2010   |                 |

Примітка: таблиця складена за даними джерела